# Bobrov
Bobrov (ungarisch Bobró, polnisch Bobrów) ist eine Gemeinde in der Mittelslowakei.
Sie liegt in den Beskiden in der Landschaft Orava am Bach Bobrovec nördlich des Arwa-Stausees, 5 km nordöstlich der Stadt Námestovo gelegen.
Die erste schriftliche Erwähnung erfolgte 1550, 1564 wird der Ort auch direkt als Bobrowa erwähnt. Im Ort gibt es eine Kirche des Heiligen Jakobs aus dem Jahr 1753.

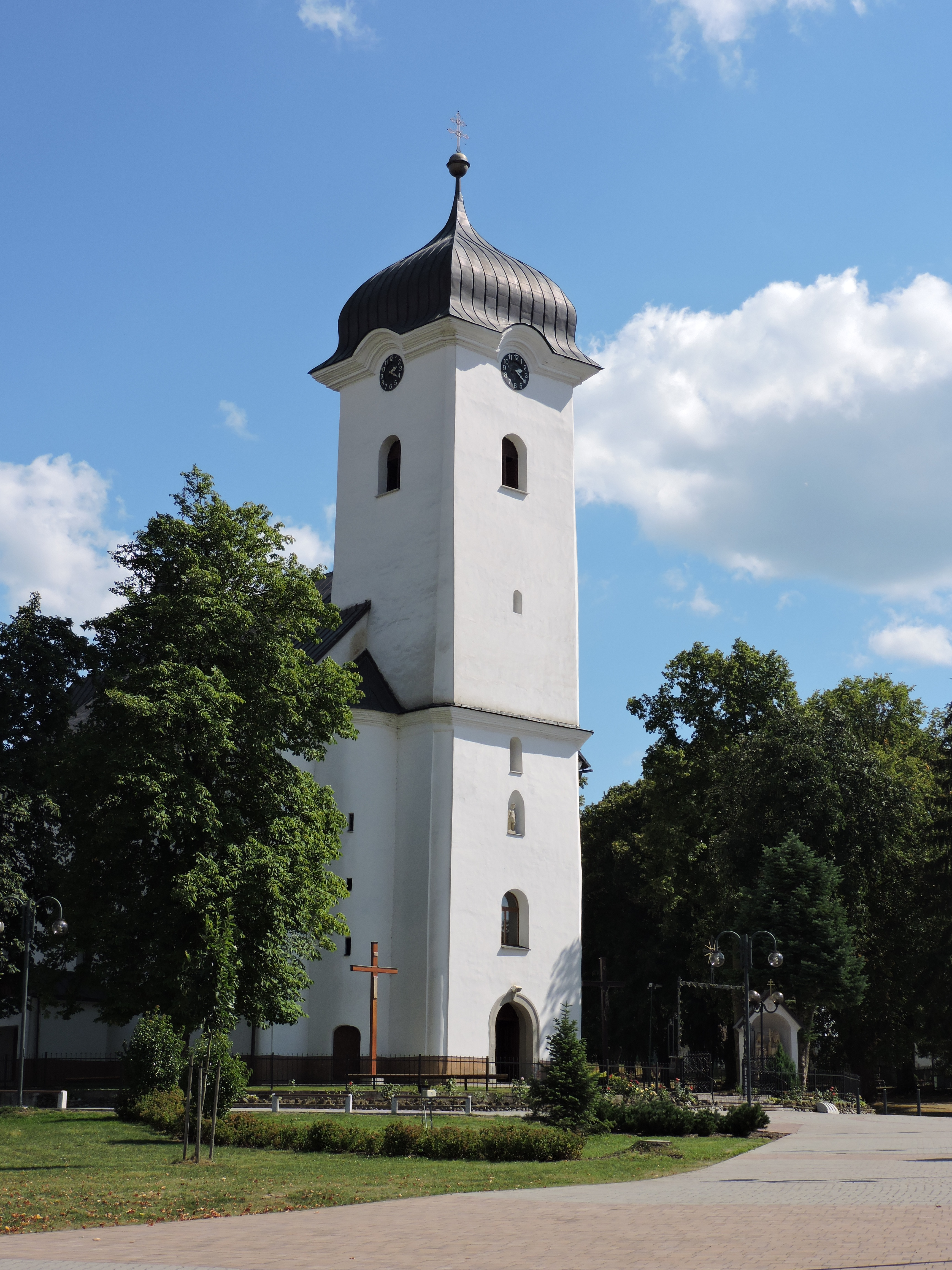
Kirche

## Bevölkerung
| Jahr                | 1994 | 2004    | 2014     | 2024     |
| ------------------- | ---- | ------- | -------- | -------- |
| Anzahl der Personen | 1441 | 1530    | 1739     | 2084     |
| Unterschied         |      | +6,17 % | +13,66 % | +19,83 % |

| Jahr                | 2023 | 2024    |
| ------------------- | ---- | ------- |
| Anzahl der Personen | 2042 | 2084    |
| Unterschied         |      | +2,05 % |